# Робін Кнохе
Робін Кнохе (нім. Robin Knoche, нар. 22 травня 1992, Брауншвейг) — німецький футболіст, захисник клубу «Уніон» (Берлін).
Виступав за молодіжну збірну Німеччини.

## Клубна кар'єра
Народився 22 травня 1992 року в Брауншвейзі.
У дорослому футболі дебютував 2010 року виступами за другу команду «Вольфсбурга», в якій провів п'ять сезонів, взявши участь у 69 матчах чемпіонату. 
До складу головної команди «Вольфсбурга» почав залучатися 2011 року. Протягом наступних десяти сезонів відіграв за неї 226 матчів в усіх турнірах, ставав володарем Кубка Німеччини 2014/15.
Влітку 2020 року, після завершення контракту з «Вольфсбургом» на правах вільного агента приєднався до берлінського «Уніона».

## Виступи за збірні
У 2012 році дебютував у складі юнацької збірної Німеччини (U-20), загалом на юнацькому рівні взяв участь у 6 іграх.
Протягом 2013–2015 років залучався до складу молодіжної збірної Німеччини. На молодіжному рівні зіграв у 10 офіційних матчах, забив 1 гол.

## Статистика виступів
Станом на 1 вересня 2020

### Статистика клубних виступів
| Сезон             | Команда           | Чемпіонат         | Чемпіонат | Чемпіонат | Національний кубок | Національний кубок | Національний кубок | Континентальні кубки | Континентальні кубки | Континентальні кубки | Інші змагання | Інші змагання | Інші змагання | Усього | Усього |
| Сезон             | Команда           | Ліга              | Ігор      | Голів     | Ліга               | Ігор               | Голів              | Ліга                 | Ігор                 | Голів                | Ліга          | Ігор          | Голів         | Ігор   | Голів  |
| ----------------- | ----------------- | ----------------- | --------- | --------- | ------------------ | ------------------ | ------------------ | -------------------- | -------------------- | -------------------- | ------------- | ------------- | ------------- | ------ | ------ |
| 2011–12           | «Вольфсбург»      | БЛ                | 3         | 0         | КН                 | 0                  | 0                  | -                    | -                    | -                    | -             | -             | -             | 3      | 0      |
| 2012–13           | «Вольфсбург»      | БЛ                | 11        | 0         | КН                 | 2                  | 0                  | -                    | -                    | -                    | -             | -             | -             | 13     | 0      |
| 2013–14           | «Вольфсбург»      | БЛ                | 32        | 3         | КН                 | 2                  | 0                  | -                    | -                    | -                    | -             | -             | -             | 34     | 3      |
| 2014–15           | «Вольфсбург»      | БЛ                | 27        | 2         | КН                 | 3                  | 0                  | ЛЄ                   | 11                   | 0                    | -             | -             | -             | 41     | 2      |
| 2015–16           | «Вольфсбург»      | БЛ                | 11        | 1         | КН                 | 0                  | 0                  | ЛЧ                   | 2                    | 0                    | СКН           | 0             | 0             | 13     | 1      |
| 2016–17           | «Вольфсбург»      | БЛ                | 23        | 1         | КН                 | 2                  | 0                  | -                    | -                    | -                    | ПО            | 2             | 0             | 27     | 1      |
| 2017–18           | «Вольфсбург»      | БЛ                | 24        | 1         | КН                 | 3                  | 0                  | —                    | —                    | —                    | ПО            | 2             | 1             | 29     | 2      |
| 2018–19           | «Вольфсбург»      | БЛ                | 31        | 3         | КН                 | 3                  | 0                  | —                    | —                    | —                    | —             | —             | —             | 34     | 3      |
| 2019–20           | «Вольфсбург»      | БЛ                | 21        | 1         | КН                 | 2                  | 1                  | ЛЄ                   | 8                    | 0                    | —             | —             | —             | 31     | 2      |
| Разом             | Разом             | Разом             | 183       | 12        |                    | 18                 | 1                  |                      | 21                   | 0                    |               | 4             | 1             | 226    | 14     |
| 2020–21           | «Уніон» (Берлін)  | БЛ                | 0         | 0         | КН                 | 0                  | 0                  | —                    | —                    | —                    | —             | —             | —             | 0      | 0      |
| Усього за кар'єру | Усього за кар'єру | Усього за кар'єру | 252       | 14        |                    | 18                 | 1                  |                      | 21                   | 0                    |               | 4             | 1             | 295    | 16     |

## Титули і досягнення
- Володар Кубка Німеччини (1):

«Вольфсбург»: 2014-2015
- Володар Суперкубка Німеччини (1):

«Вольфсбург»: 2015